# Goliathodes shafferi
Goliathodes shafferi là một loài bướm đêm trong họ Crambidae.